# Eoporis mitonoi
Eoporis mitonoi là một loài bọ cánh cứng trong họ Cerambycidae.